# Andromeda Botanic Gardens

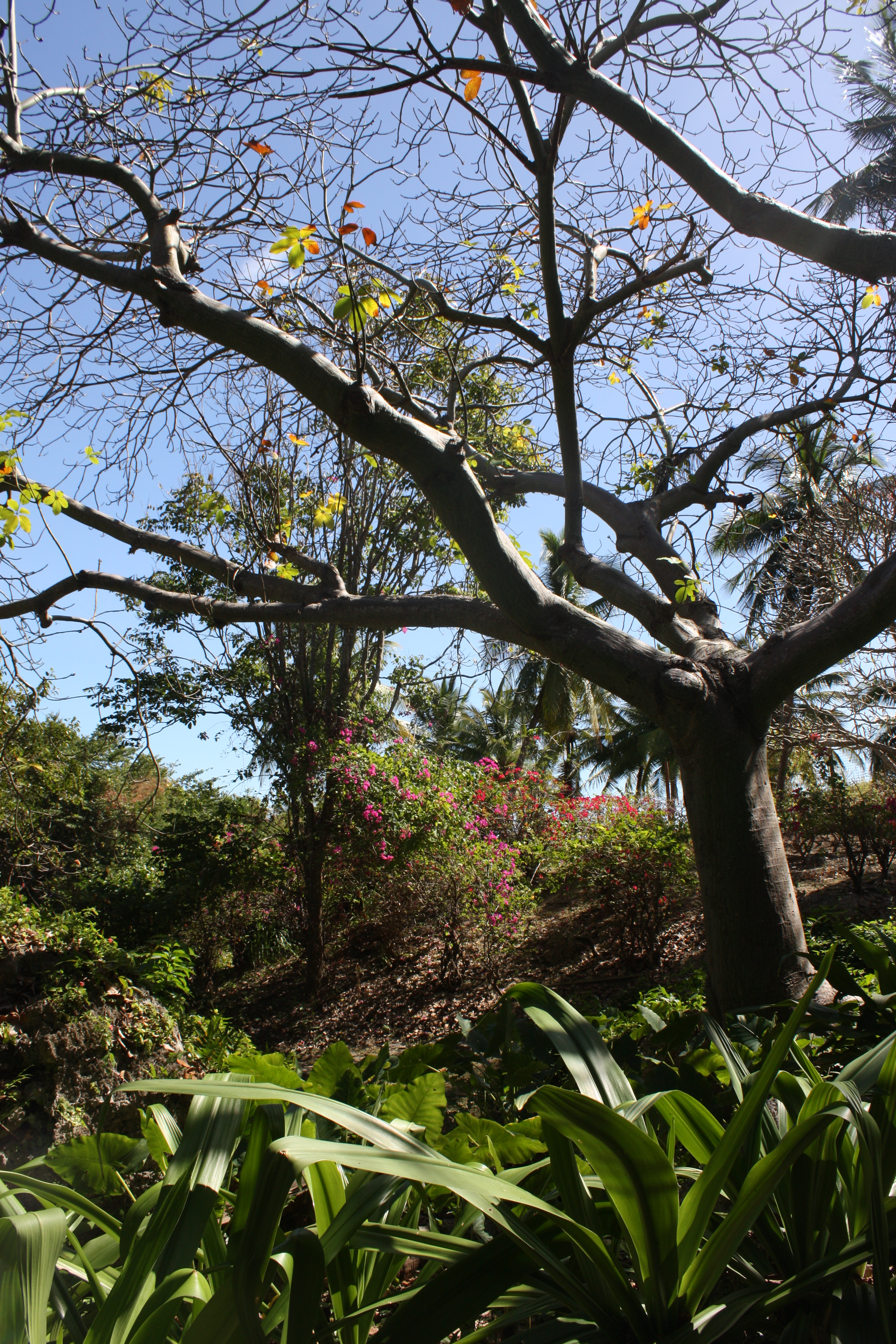
Andromeda Botanical Gardens

Andromeda Botanic Gardens is de naam van een botanische tuin van 2,4 hectare gelegen in Bathsheba in de parish Saint Joseph aan de oostkust van Barbados. De tuin is in 1954 opgericht als privé-plantencollectie door Iris Bannochie. In de jaren 70 van de twintigste eeuw werd de tuin na fondsenwerving door de Barbados Horticultural Society opengesteld voor het publiek. De Barbados National Trust is momenteel eigenaar van de tuin. De University of the West Indies verzorgt het onderwijs en wetenschappelijk onderzoek in de tuin.
Door het midden van de tuin loopt een beek die vijvers en watervallen vormt. De tuin heeft meer dan
600 plantensoorten van over de hele wereld waaronder tropische soorten als broodboom (Artocarpus altilis), Ficus citrifolia, gember (Zingiber officinale), reizigersboom (Ravenala madagascariensis), Begonia, Bougainvillea, Croton, Hibiscus, Heliconia, bromelia's, cactussen, orchideeën, palmen, varens, waterplanten, xerofyten en medicinale planten.
De botanische tuin is aangesloten bij Botanic Gardens Conservation International, een non-profitorganisatie die botanische tuinen samen wil brengen in een wereldwijd samenwerkend netwerk om te komen tot het behoud van de biodiversiteit van planten.